# José Maria Lopes da Costa
José Maria Lopes da Costa, segundo barão com grandeza de Piraquara, (Rio de Janeiro, 20 de novembro de 1820 — Rio de Janeiro, 25 de abril de 1889) foi um médico brasileiro.
Filho do comendador José Maria Lopes da Costa, casou-se com Emília Leopoldina Lopes da Costa. Formado na Faculdade de Medicina do Rio de Janeiro, onde foi depois diretor.
Agraciado barão, era Grande do Império e comendador da Imperial Ordem da Rosa.